# بتل کریک (نبراسکا)
بتل کریک(به انگلیسی: Battle Creek) شهری در ایالت نبراسکا کشور ایالات متحده آمریکا است که جمعیت آن در سرشماری سال ۲۰۱۰ میلادی، ۱٬۲۰۷ نفر بوده‌است.